# Emmelie de Forest
Emmelie Charlotte-Victoria de Forest (28 de febrero de 1993), conocida como Emmelie de Forest, es una cantante danesa. Tras ganar el Dansk Melodi Grand Prix 2013, representó a Dinamarca en Festival de la Canción de Eurovisión 2013 que se celebró en Malmö, Suecia, con la canción "Only Teardrops", alzándose con la victoria.

## Origen familiar
Emmelie de Forest afirma ser tataranieta de la reina Victoria del Reino Unido, ya que su abuelo paterno, el conde Maurice Arnold de Forest era supuestamente hijo ilegítimo de Eduardo VII del Reino Unido. La reivindicación se produjo en un diario danés, donde se especificaba el nombre de su bisabuelo erróneamente como Eduardo X. Danmarks Radio utilizó la historia de su ascendencia real en la promoción del Dansk Melodi Grand Prix 2013, pero antes de Eurovisión, se determina que la demanda no pudo ser confirmada.
Su padre fue Ingvar de Forest (1938–2010). Tras el divorcio de sus padres, se crio con su madre en Mariager.

## Carrera musical

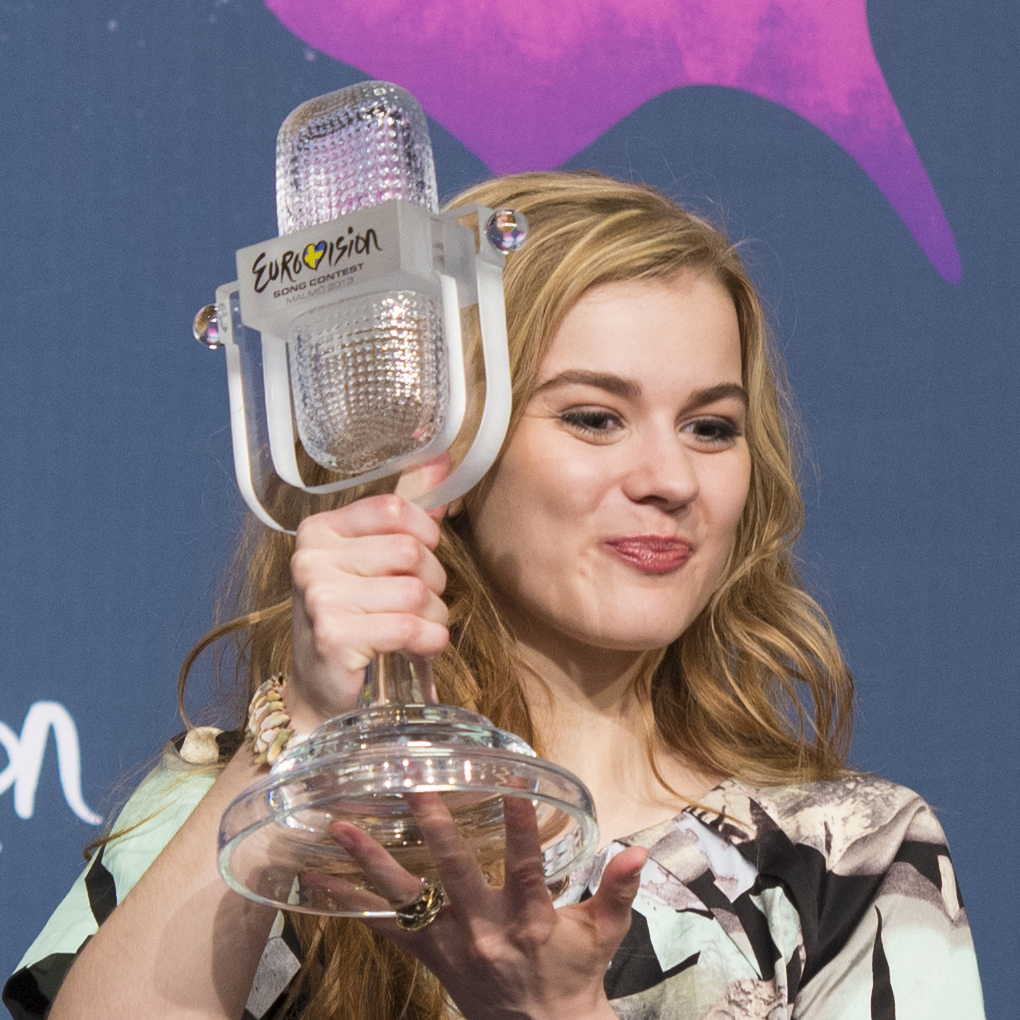
De Forest en la rueda de prensa del ganador de Eurovisión 2013.

Forest comenzó a cantar a los 9 años. A los 14 años, colaboró con el músico escocés Fraser Neill, haciendo apariciones en varios festivales y centros culturales. En 2011, se mudó de Mariager, Jutlandia Septentrional a Copenhague y se inscribió en la escuela de cantantes 'Complete Vocal Institute' de Katrine Sadolins.
Fue una de los diez participantes del Dansk Melodi Grand Prix que se celebró el 26 de enero de 2013, donde ganó con la canción «Only Teardrops».

### 2013–presente: Eurovisión yOnly teardrops
Emmelie de Forest representó a su país, Dinamarca en el festival de Eurovisión celebrado en Malmö, Suecia el 18 de mayo de 2013, tras ganar el Dansk Melodi Grand Prix 2013.
Su álbum debut, Only teardrops, fue lanzado el 6 de mayo de 2013, antes de que se proclamara como la ganadora del certamen. El álbum tiene 12 canciones, incluida la canción que tiene el mismo nombre que el álbum, versiones sinfónicas de «Only Teardrops».
Se presentó con la canción «Only Teardrops», superó la primera semifinal del concurso, cuya interpretación la llevó a ganar el certamen sucediendo así a Loreen, la ganadora de Eurovisión 2012. Ganó el certamen con 281 puntos, donde alcanzó un margen de 47 puntos respecto al que quedó segundo, Azerbaiyán. Cabe destacar, que se cumplieron los pronósticos que la situaban como una de las favoritas de la noche.
Durante el verano de 2013, «Only Teardrops» fue certificado disco de oro en Dinamarca tras vender más de 15 000 copias. Emmelie de Forest lanzó el 19 de agosto de 2013 el sencillo «Hunter & Prey» como segundo sencillo del álbum en Dinamarca, aunque el sencillo fue publicado el 12 de julio de 2013 en iTunes mundialmente. La canción está escrita por ella misma, Lisa Cabble —la misma autora de «Only Teardrops»— y su actual pareja, Jakob Glæsner.
Se confirmó que de Forest cantará «Only Teardrops» en la gala del Festival de la Canción de Eurovisión Júnior 2013 que se celebrará en el Palacio de Ucrania de Kiev, Ucrania. En diciembre del mismo año, Forest recibió el premio Årets Europæer Award (Premio al Europeo del Año) por el Danish European Movement.
En febrero de 2014, se dio a conocer que Forest participará en el Interval act del Festival de la Canción de Eurovisión 2014 que se celebrará en Copenhague, Dinamarca interpretando "Rainmaker" junto los 26 finalistas el 10 de mayo.
Ella anunció en una entrevista que su segundo álbum se lanzaría entre marzo y mayo de 2015.

## Discografía

### Álbumes de estudio
| Only Teardrops                                                                        | - Fecha de lanzamiento: 6 de mayo de 2013 - Discográfica: Universal - Formatos: Descarga digital, CD | 4 | 140 | 32 | 148 |
| History                                                                               | - Fecha de lanzamiento: 9 de febrero de 2018 - Discográfica: Cosmos - Formatos: Descarga digital, CD | — | —   | —  | —   |
| "—" indica que el álbum no entró en la lista de éxitos o no fue lanzado en esa región | |   |     |    |     |

### Extended plays
| Título           | Detalles | Máximas posiciones en los charts |
| Título           | Detalles | DIN                              |
| ---------------- | --- | -------------------------------- |
| Acoustic Session | - Fecha de lanzamiento: 1 de septiembre de 2014 - Discográfica: Universal - Formatos: Descarga digital, streaming | 79                               |

### Sencillos
| "Only Teardrops"                                                                               | 2013 | 1 | 47 | 7 | 11 | 5  | 5  | 4 | 3 | 3  | 15 | - IFPI DEN: Platino 2× | Only Teardrops                           |
| "Hunter & Prey"                                                                                | 2013 | — | —  | — | —  | —  | —  | — | — | —  | —  |                        | Only Teardrops                           |
| "Rainmaker"                                                                                    | 2014 | 1 | —  | — | —  | 58 | 65 | — | — | 74 | 73 | - IFPI DEN: Oro        | Eurovision Song Contest: Copenhagen 2014 |
| "Drunk Tonight"                                                                                | 2014 | — | —  | — | —  | —  | —  | — | — | —  | —  |                        | Sencillo sin álbum                       |
| "Hopscotch"                                                                                    | 2015 | — | —  | — | —  | —  | —  | — | — | —  | —  |                        | Sencillo sin álbum                       |
| "Sanctuary"                                                                                    | 2017 | — | —  | — | —  | —  | —  | — | — | —  | —  |                        | History                                  |
| "—" indica que el sencillo no entró en esa lista de éxitos o no fue lanzado en ese territorio. |      |   |    |   |    |    |    |   |   |    |    |                        |                                          |

### Colaboraciones
| Título                           | Año  | Álbum              |
| -------------------------------- | ---- | ------------------ |
| "Wildfire" (junto a Fahrenhaidt) | 2015 | The Book of Nature |

## Only Teardrops Tour

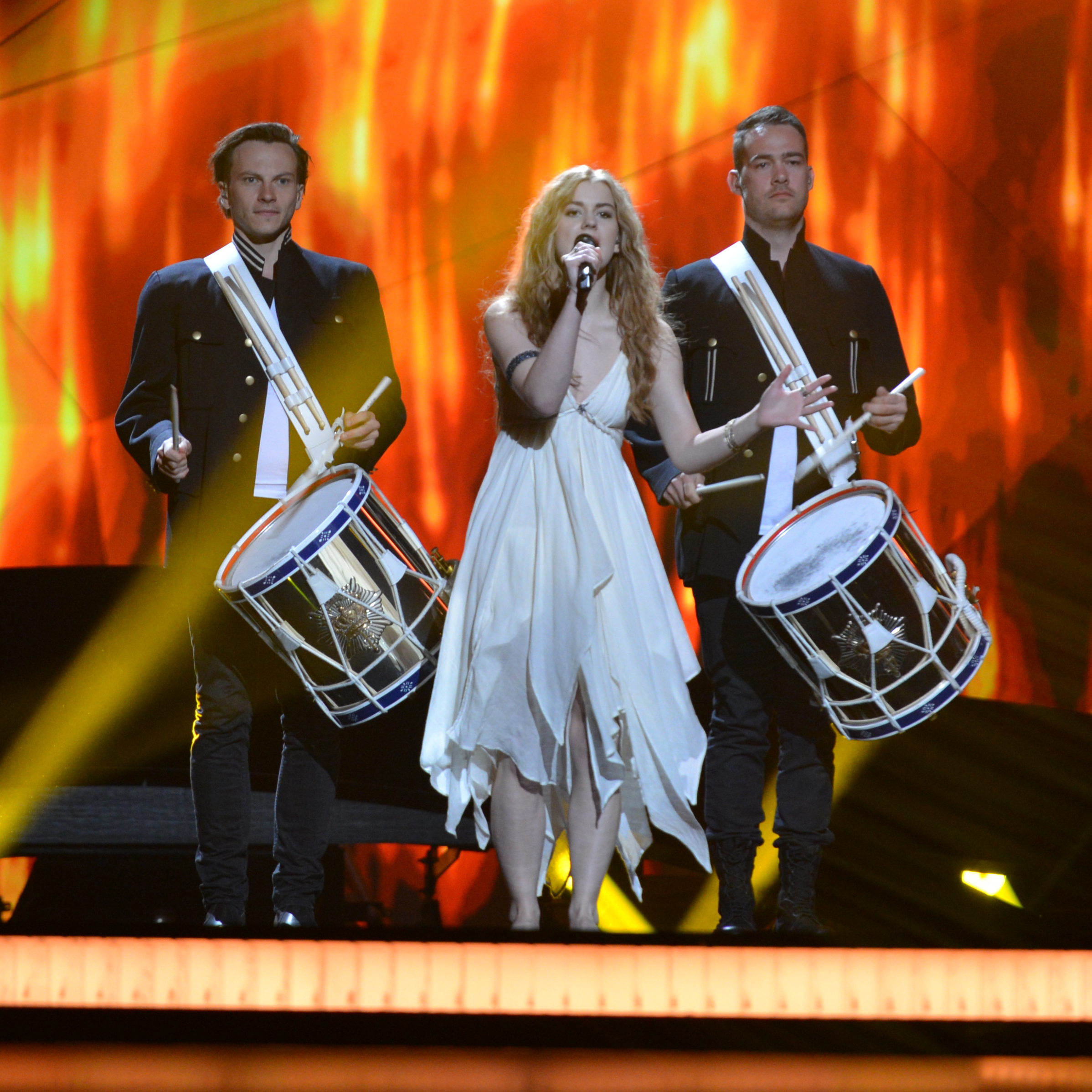
Emmelie de Forest actuando en el Festival de Eurovisión 2013, en Malmö, Suecia.

Emmelie anunció que estaría de gira por Alemania y Austria durante el otoño de 2013 y es posible que visite varios países más. Días más tarde, anunció 11 fechas más en Dinamarca, la cual recorrerá todo el país en noviembre de 2013.
| Fecha                   | Ciudad        | País      | Lugar                     |
| Europa                  | Europa        | Europa    | Europa                    |
| ----------------------- | ------------- | --------- | ------------------------- |
| 18 de octubre de 2013   | Flensburgo    | Alemania  | MAX                       |
| 19 de octubre de 2013   | Hamburgo      | Alemania  | Gruenspan                 |
| 20 de octubre de 2013   | Maguncia      | Alemania  | Frankfurter Hof           |
| 22 de octubre de 2013   | Mannheim      | Alemania  | Capitol Mannheim          |
| 23 de octubre de 2013   | Viena         | Austria   | WUK                       |
| 24 de octubre de 2013   | Düsseldorf    | Alemania  | Club im Capitol-Theater   |
| 25 de octubre de 2013   | Dresde        | Alemania  | Alter Schlachthof         |
| 27 de octubre de 2013   | Múnich        | Alemania  | Freiheiz                  |
| 28 de octubre de 2013   | Colonia       | Alemania  | Gloria-Theater            |
| 29 de octubre de 2013   | Berlín        | Alemania  | Postbahnhof am Ostbahnhof |
| 30 de octubre de 2013   | Oldenburgo    | Alemania  | Kulturetage Oldenburg     |
| 1 de noviembre de 2013  | Hørsholm      | Dinamarca | Trommen                   |
| 2 de noviembre de 2013  | Greve         | Dinamarca | Portalen                  |
| 7 de noviembre de 2013  | Århus         | Dinamarca | Train                     |
| 8 de noviembre de 2013  | Vejle         | Dinamarca | Torvehallerne             |
| 9 de noviembre de 2013  | Aalborg       | Dinamarca | Skråen                    |
| 14 de noviembre de 2013 | Viborg        | Dinamarca | Tinghallen                |
| 15 de noviembre de 2013 | Slagelse      | Dinamarca | Slagelse Musikhus         |
| 17 de noviembre de 2013 | Copenhague    | Dinamarca | Koncerthuset              |
| 20 de noviembre de 2013 | Horsens       | Dinamarca | Horsens Ny Teater         |
| 21 de noviembre de 2013 | Frederiksværk | Dinamarca | Gjethuset                 |
| 23 de noviembre de 2013 | Odense        | Dinamarca | Magasinet                 |